# Wohnhaus Bahnhofstraße 71
Das Wohnhaus Bahnhofstraße 71, Ecke Mittelweg, im niedersächsischen Nordenham im Landkreis Wesermarsch stammt aus der zweiten Hälfte des 19. Jahrhunderts.

Aktuell (2023) wird es als Wohnhaus genutzt.
Das Gebäude steht unter Denkmalschutz (siehe auch Liste der Baudenkmale in Nordenham).

## Beschreibung
Das an beiden Straßenseiten eineinhalbgeschossige traufständige historisierende verklinkerte Gebäude auf Sockel, mit Mansarddach, an der Ecke mit dem linken zweieinhalbgeschossigen Giebelrisalit mit Satteldach, beide mit Drempel, reich dekoriert mit gerahmten Fenstern und darüber Blendbögen, sowie mit Putzbändern und Gesimse zur horizontalen Gliederung und als Traufgesims, wurde 1892 gebaut.
Das Landesdenkmalamt befand zur Bedeutung: „geschichtlich, wissenschaftlich, städtebaulich“.